# Аделаида Липпе-Бистерфельдская
Аделаида Каролина Матильда Эмилия Агнесса Ида София Липпе-Бистерфельдская (нем. Adelheid Karoline Mathilde Emilie Agnes Ida Sophie zur Lippe-Biesterfeld; 22 июня 1870, Оберкассель, Пруссия — 3 сентября 1948, Детмольд, ФРГ) — принцесса Липпе-Бистерфельдская из дома Липпе, в замужестве принцесса Саксен-Мейнингенская.

## Биография
Аделаида — дочь графа Эрнста II Липпе-Бистерфельдского и его жены графини Каролины Вартенслебенской. После смерти в 1895 году князя Вольдемара её родители оказались вовлечёнными в спор о наследовании княжества Липпе. Младший брат покойного князя принц Александр Липпский страдал душевной болезнью и не мог управлять княжеством. Спор о наследовании шёл между князем Адольфом Шаумбург-Липпским, зятем кайзера Вильгельма II и отцом графини, который 17 июля 1897 года возглавил княжество Липпе-Детмольд.

### Брак и потомство
В Нойдорфе 24 апреля 1889 года графиня Аделаида сочеталась браком с принцем Иоганном Фридрихом Саксен-Мейнингенским, младшим сыном герцога Георга II Саксен-Мейнингенского. В этом браке родились три сына и три дочери:
- Феодора Карола Шарлотта Мария Аделаида Августа Матильда Саксен-Мейнингенская (1890—1972), 21 января 1910 года сочеталась браком с великим герцогом Вильгельмом Эрнстом Саксен-Веймар-Эйзенахским;
- Аделаида Эрна Каролина Мария Елизавета Саксен-Мейнингенская (1891—1971), 3 августа 1914 сочеталась браком с принцем Адальбертом Прусским;
- Георг Саксен-Мейнингенский (1892—1946), был женат на графине Кларе Марии фон Корфф, урождённой Шмизинг-Керссенброк; умер в лагере для военнопленных в Череповце;
- Эрнст Леопольд Фридрих Вильгельм Отто Саксен-Мейнингенский (23 сентября 1895 — 17 августа 1914), погиб в бою недалеко от Мобеж во Франции;
- Луиза Мария Елизавета Матильда Елена Екатерина Саксен-Мейнингенская (13 марта 1899 — 14 февраля 1985), 25 октября 1936 сочеталась браком с бароном Гёцем фон Вангенхаймом;
- Бернгард Саксен-Мейнингенский (30 июля 1901 — 4 октября 1984), первым морганатическим браком был женат на Марго Грёслер, вторым браком женился на баронессе Вере фон Шеффер-Бернштайн.

## Титулы
С 22 июня 1870 по 24 апреля 1889 года носила титул Её Высочества, графини Аделаиды Липпе-Бистерфельдской. После замужества, с 24 апреля 1889 по 3 сентября 1948 года титуловалась, как Её Высочество, принцесса Аделаида Саксен-Мейнингенская. Выйдя замуж, отказалась от права наследования княжества Липпе.